# Caduta dei Safavidi
Sotto il nome di Caduta dei Safavidi si raggruppano una serie di eventi che portarono appunto alla caduta dei Safavidi di Persia, una dinastia-confraternita mistica di lingua e cultura turca che aveva preso il potere nel Cinquecento.

## L'inizio della decadenza
Le prime avvisaglie del crollo della dinastia dei safavidi si ebbero all'epoca di Shah Abbas I il quale aveva raggiunto un tale potere nel controllo dello stato che era riuscito a limitare gli ulama, una confraternita di sacerdoti e predicatori, i quali da tempo dettavano legge nello stato con le loro predicazioni, sfruttando la debolezza dei suoi predecessori, ma i suoi successori persero gradualmente la loro influenza sull'ulama. Abbas I morì nel 1629 lasciando nelle mani di suo figlio un impero con diverse fratture al suo interno in fatto di solidità amministrativa.
Suo figlio ed erede, Safi, resse il trono dal 1629 al 1642 e divenne particolarmente noto per la sua crudeltà. Si dice che egli personalmente eliminò ogni altro possibile pretendente al trono, inclusa sua madre. Avvelenò e poi pugnalò la sua moglie preferita per evitare che avanzasse pretese sul suo regno e fece giustiziare molti generale i consiglieri che avevano prestato servizio già durante il governo di suo padre, mettendo a morte anche buona parte dei suoi parenti di ambo i sessi, accusati ora di cospirazione, ora di tradimento.
Lo Shah Abbas II (1642–66) tentò di eliminare la corruzione burocratica inaugurata da suo padre e di ristabilire la situazione nell'Impero. Sotto Abbas II, l'Iran riprese il suo prestigio nel mondo e lo scià stesso fu particolarmente attivo nelle questioni di governo, incrementando l'autorità centrale. Fu lui a scacciare i Mughal dell'India fuori da Kandahar (in Afghanistan). Si schierò coi contadini in difesa dei loro diritti contro quelli soverchianti dell'aristocrazia, ma venne pervaso da un senso di sacralità del suo governo, in palese contrasto con quanto stava accadendo dal momento che l'autorità temporale stava sempre più transitando ai mujtahid (predecessori degli ayatollah).

## Le accuse dell'ulamaed il declino definitivo
Sotto i governi di Shah Sulayman I, (1667-94) e dello Shah Husayn (1694-1722) l'Iran riprese la sua fase declinante. Entrambi gli scià vengono descritti dagli storici dell'epoca come voluttuari e addirittura Sultan Husayn non fu mai nemmeno molto interessato agli affari di stato. Egli preferì lasciare l'influenza dell'amministrazione dello stato ai suoi cortigiani ed eunuchi, seguendo alla lettera i dettami dell'ulama.
L’ulama aveva iniziato a predicare che il malcostume del governo degli scià era dovuto al fatto che Allah stava così punendo l'Islam per non essere riuscito a trovare un degno legittimo successore di Maometto. Gli scià vennero accusati pubblicamente di essere illetterati, perennemente ubriachi e trascinati dalle passioni personali anziché dal bene del paese. Essi iniziarono anche a diffondere l'idea che il "Trono di pavone" dovesse quindi passare ad un mujtahid o comunque ad uomo come un sacerdote che avesse "santità e scienza sopra gli uomini ordinari". Critiche vennero mosse anche al fatto che la fondazione di una dinastia col passaggio del potere di padre in figlio aveva incallito queste tendenze che invece non facevano parte dei principi di democraticità elettiva tipici del popolo persiano. L’ulama riteneva dunque (come la chiesa cattolica durante il periodo medievale) che il governo reale dovesse essere subordinato all'autorità della chiesa e che quindi fosse necessario riformare lo stato con la figura di un re sottoposto alla chiesa che portasse la spada solo per esercitare la giustizia secondo la legge.
Gli scià Safi, Suleiman e Husayn portarono al definitivo declino del potere stesso degli scià come capi di stato in Persia, motivo per cui anche le autorità locali iniziarono a rivoltarsi col governo centrale per la presenza di tasse eccessive. Il commercio declinò e con esso la produttività agricola, sfavorita dal terreno montuoso e dalla grande distanza tra i centri popolati. Il commercio con l'estero rimase rallentato e l'economia stagnante, in parte perché il commercio si muoveva ormai su navi europee con le quali quelle iraniane non potevano competere.
L'Iran declinò anche militarmente, rendendosi vulnerabile a delle invasioni che infatti giunsero prontamente da est approfittando della situazione vantaggiosa. Uno degli eventi che sancirono la debolezza dell'impero fu il sacco di Şamaxı, che divenne il casus belli della successiva invasione russa. Nell'anno 1722, gli invasori afghani, appartenenti ad un ramo sunnita dell'Islam, raggiunsero la capitale safavide, Isfahan. Il 23 ottobre, dopo sette mesi di assedio, Isfahan si arrese e Sulṭān Ḥusayn fu detronizzato. I suoi successori, sebbene avessero conservato il titolo formale di scià, non furono che sovrani-fantocci, mentre il potere vero era ormai nelle mani degli Afsharidi e degli Zand. Il potere dei safavidi cadde ben presto e si giunse alla guerra civile che depresse ulteriormente l'economia dell'Iran portando un sentimento diffuso di sofferenza.
A partire dal regno dello Shah Tahmasp II il governo degli scià si era talmente ridotto che della situazione approfittò il capace e giovane generale Nadir che in breve tempo, dapprima affiancandosi al potere centrale e poi facendo abdicare lo scià in favore di suo figlio Abbas III, ancora infante, riuscì a prendere il potere ed a sostituirsi alla dinastia dei safavidi fondando quella degli afsharidi.

## Serie degli Shāh safavidi

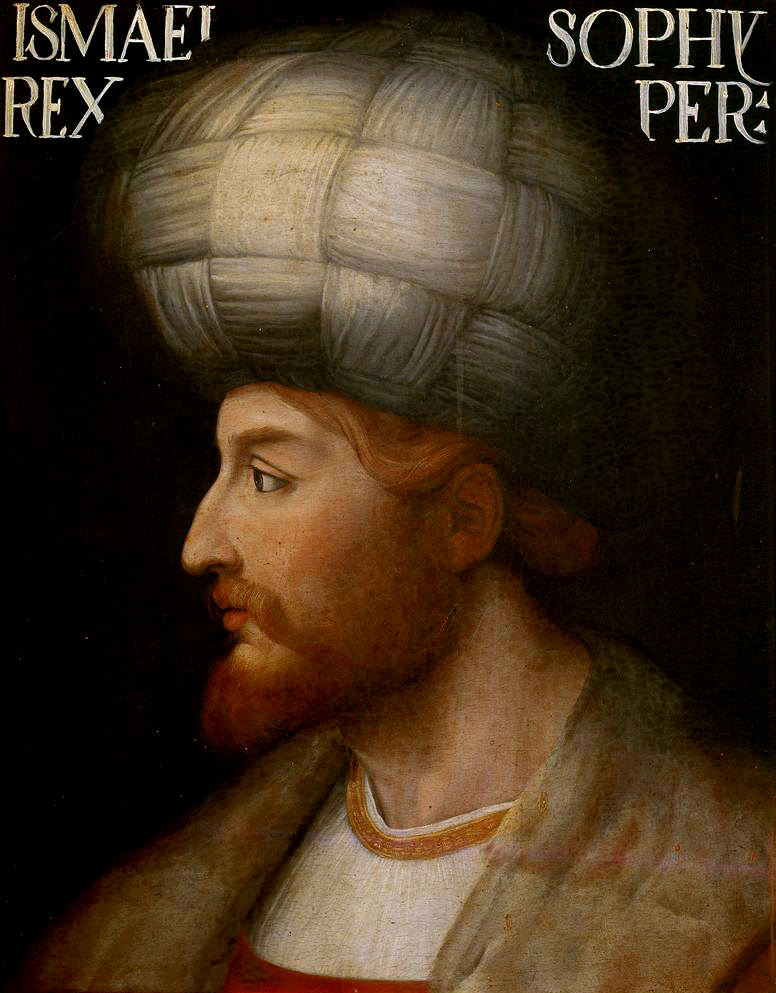
Shāh Ismāīl I, il fondatore dello Stato safavide.

- Shāh Ismāʿīl I 1501–1524
- Shāh Ṭahmāsp I 1524–1576
- Shāh Ismāʿīl II 1576–1578
- Shāh Muḥammad Khudābanda 1578–1587
- Shāh ʿAbbās I 1587–1629
- Shāh Ṣafī 1629–1642
- Shāh ʿAbbās II 1642–1666
- Shāh Sulaymān I 1666–1694
- Shāh Sulṭān Ḥusayn 1694–1722
- Shāh Ṭahmāsp II 1722–1732
- Shāh ʿAbbās III 1732–1736
- Shāh Sulaymān II 1749–1750
- Shāh Ismāʿīl III 1750–1760